# Бєл (герб)
Бєл (пол. Biel) – шляхетський герб, різновид герба Костеша.

## Опис герба
Опис згідно з класичними правилами блазонування: В червоному полі срібна рогатина, що розривається на три частини в кінці і перетинається перекладиною.
У клейноді п'ять пір'їн страуса. Намет червоний, підбитий сріблом.

## Історія
З 1527 року зафіксована печатка Станіслава Бєла.

## Гербовий рід
Герб вживає сім'я Бєлів. Інша сім'я з тим же прізвищем вживала герб Остоя.